# Conchapelopia viator
Conchapelopia viator är en tvåvingeart som först beskrevs av Jean-Jacques Kieffer 1911.  Conchapelopia viator ingår i släktet Conchapelopia och familjen fjädermyggor. Inga underarter finns listade i Catalogue of Life.